# シュガーヒルストリート
『シュガーヒルストリート』 （Sugar Hill Street）は日本テレビで放送されていた音楽番組。

## 司会
- ZEEBRA
- ALI-T 改め FAKE-A aka 有田哲平 for くりぃむしちゅー
- Marie

## 概要
2006年10月5日から2007年3月29日まで、毎週木曜日深夜に放送された。
世界のどこかにある「HIP HOPが満ち溢れるHappyなStreet」シュガーヒルストリートを舞台に、毎回ゲストとともにトークやライブを展開した。
司会の有田は、番組当初ALI-Tを名乗っていた。有名な日本のレゲエサウンドクルーに同名者がいるとかねてから指摘されていたが、その名のまま放送を開始。後にゲスト出演した鈴木紗理奈と当のAri-Tにより問題を改めて指摘され、FAKE-Aに改名。
番組の制作にあたり、アメリカのMTVで1988年から1995年に放送されていたヒップホップ番組『Yo! MTV Raps』を参考にしたとZeebraは語っており、番組名もZeebraが命名した。仮題として"ヒップホップこんにちわ"という番組名があったという。ヒップホップを扱った番組があったらいいという考えを形にした番組となったが、番組を楽しむのが自分やヒップホップ好きだけでいいというマインドが番組の終焉に繋がってしまったと後にZeebraが振り返っている。

## 放送内容（カッコ内は視聴率）
1. 第1回 2006/10/5 25：35 - 26：05 (2.0%)
  - DJ：DJ KEN-BO
  - ゲスト：DEV LARGE、真木蔵人
  - ライブ：ZEEBRA "TOP OF THE WORLD"
2. 第2回 2006/10/12 26：05 - 26：35 (2.1%)
  - DJ：DJ KEN-BO
  - ゲスト：真木蔵人、加藤ミリヤ
  - ライブ：加藤ミリヤ "I WILL"
3. 第3回 2006/10/19 26：05 - 26：35 (1.9%)
  - DJ：DJ HASEBE
  - ゲスト：YOU THE ROCK★、D.O、TOMI-E
  - ライブ：D.O "ラぶレたァ"
4. 第4回 2006/10/26 25：50 - 26：25 (1.6%)
  - DJ：DJ HASEBE
  - ゲスト：TOMI-E、YOU THE ROCK★、CRiB
  - ライブ：UZI, BOY-KEN, GDX "Mr.クエルボ ～ TOMI-E THA ACC"
5. 第5回 2006/11/2 25：35 - 26：05 (1.8%)
  - DJ：DJ KOYA
  - ゲスト：INCREDIBLE BEATBOX BAND（AFRA、啓、K-MOON）、DJ KAORI
  - ライブ：INCREDIBLE BEATBOX BAND
6. 第6回 2006/11/9 26：05 - 26：35 (1.6%)
  - DJ：DJ KOYA
  - ゲスト：INCREDIBLE BEATBOX BAND、UZI、DJ KAORI、インリン・オブ・ジョイトイ
  - ライブ：JAMOSA "SO ADDICTED 247365"
7. 第7回 2006/11/16 25：35 - 26：05 (?%)
  - MC（代理）：岩佐真悠子
  - DJ：DJ HAZIME
  - ゲスト：Full Of Harmony、ia
  - ライブ：Full Of Harmony "SWEET NOVEMBER"
8. 第8回 2006/11/23 25：35 - 26：05 (0.9%)
  - MC（代理）：岩佐真悠子
  - DJ：DJ HAZIME
  - ゲスト：ia、Full Of Harmony
  - ライブ：PUNCHLINE B.B. & ミドリのBRUCE BURNER "鋼鉄のBLACK"
9. 第9回 2006/11/30 26：15 - 26：45 (?%)
  - DJ：DJ HAZIME
  - ゲスト：MICROPHONE PAGER (TWIGY,MURO) 、井上三太
  - ライブ：JBM, KGE, MIKRIS, B.D. "ROCK BABY ROCK", TWIGY & KASHI DA HANDSOME "TRIBE LIFE"
10. 第10回 2006/12/7 25：35 - 26：05 (2.3%)
  - DJ：DJ TAIKI
  - ゲスト：KM-MARKIT、餓鬼レンジャー
  - ライブ：KM-MARKIT "メドレー Get low ～ バカヤROW"
11. 第11回 2006/12/14 25：35 - 26：05 (?%)
  - DJ：DJ CELORY
  - ゲスト：DS455, BIG RON, G.D.X
  - ライブ：DS455 + BIG RON "White Nite"
12. 第12回 2006/12/21 25：35 - 26：05 (?%)
  - DJ：DJ CELORY
  - ゲスト：DABO, G.K.MARYAN
  - ライブ：DABO feat.SIMON "TOKYO SHIT"
13. 第13回 2007/1/4/ 25：35 - 26：05 (?%)
  - 総集編
14. 第14回 2007/1/11 25：35 - 26：05 (?%)
  - DJ：DJ KANGO
  - ゲスト：DJ YUTAKA, CRAZY-A
  - ライブ：Radio Aktive Project "そりゃないよ"
15. 第15回 2007/1/18 25：35 - 26：05 (?%)
  - DJ：DJ KANGO
  - ゲスト：HI-D、ブラザートム
  - ライブ：HI-D "雨・風鈴"
16. 第16回 2007/1/25 25：35 - 26：05
  - DJ：DJ Jr.
  - ゲスト：SPHERE of INFLUENCE, RIZE
  - ライブ：SPHERE of INFLUENCE "DAIAMOND IN THE ROUGH"
17. 第17回 2007/2/1 26：05 - 26：35
  - DJ：DJ Jr.
  - ゲスト：RHYMESTER、MUNEHIRO（鈴木紗理奈）、ARI-T
  - ライブ：RHYMESTER "ライムスターイズインザハウス"
18. 第18回 2007/2/8 25：35 - 26：05
  - DJ：SUPER-G、COJIE
  - ゲスト：MIGHTY CROWN FAMILY
  - ライブ：FIRE BALL & PAPA B & GUAN CHA I "FIRE WAY メドレー"
19. 第19回 2007/2/15 25：35 - 26：05
  - DJ：DJ MASTERKEY
  - ゲスト：Ciara(シアラ)
  - ライブ：Ciara "PROMISE"
20. 第20回 2007/2/22 25：35 - 26：05
  - DJ：DJ MASTERKEY
  - ゲスト：MC 仁義、童子-T
  - ライブ：童子-T "メドレー 少年A～Don't Stop～Special Girl feat. HI-D"
21. 第21回 2007/3/1 25：35 - 26：05
  - DJ：DJ HAL
  - ゲスト：AKTION(真木蔵人)、寺島進
  - ライブ：AKTION "STILL NEVA ENUFF FEAT. ZEEBRA"
22. 第22回 2007/3/8 25：35 - 26：05
  - DJ：DJ HAL
  - ゲスト：DJ YUZE、DJ KEN-BO、ラッパ我リヤ
  - ライブ：OZROSAURUS "I SEE U"
23. 第23回 2007/3/15 25：35 - 26：05 (1.4%)
  - DJ：DJ BEAT
  - ゲスト：YOU THE ROCK★、スチャダラパー
  - ライブ：YOU THE ROCK★ "BAGING SHAKE IT (HIP HOP)"
24. 第24回 2007/3/22 26：05 - 26：35
  - DJ：DJ BEAT
  - ゲスト：CRAZY A、DJ YUTAKA、MASAKI、DABO、TOMI-E、G.K.MARYAN、UZI、ラッパ我リヤ、YOU THE ROCK★
  - ライブ：DABO "WORLD IS YOURS FEAT. ZEEBRA"
  - Special Interview：Questlove(the roots)

1. 最終回 2007/3/29 26：05 - 26：35
  - DJ：DJ BEAT
  - ゲスト：CRAZY A、DJ YUTAKA、MASAKI、DABO、TOMI-E、G.K.MARYAN、UZI、ラッパ我リヤ、YOU THE ROCK★
  - ライブ：FREE STYLE（UZI、山田マン、晋平太、YOU THE ROCK★、SIMON、DABO、NOB、SHIZOO、Q、CHINO、SUMI、G.K.MARYAN、ZEEBRA）

## スタッフ
- 構成：塩野智章、鈴木三世、中島彰則、カニリカ
- ブレーン：田中久也、ぱんるー
- AP：米村まどか
- AD：白坂亮介
- ディレクター：武末大作、森健宣
- 監修：橋口洋之
- 演出：大場剛
- プロデューサー：糸井聖一、中村昌哉
- チーフプロデューサー：松崎聡男
- 制作協力：極東電視台
- 製作著作：日テレ